# أندرو جاكسون كليمنتس
أندرو جاكسون كليمنتس (بالإنجليزية: Andrew Jackson Clements)‏ هو سياسي أمريكي، ولد في 23 ديسمبر 1832، وتوفي في 7 نوفمبر 1913 في غلاسكو في الولايات المتحدة. حزبياً، نشط في الاتحاد. وقد انتخب عضو مجلس النواب الأمريكي.